# فهرست ماموریت‌های فضایی به زهره

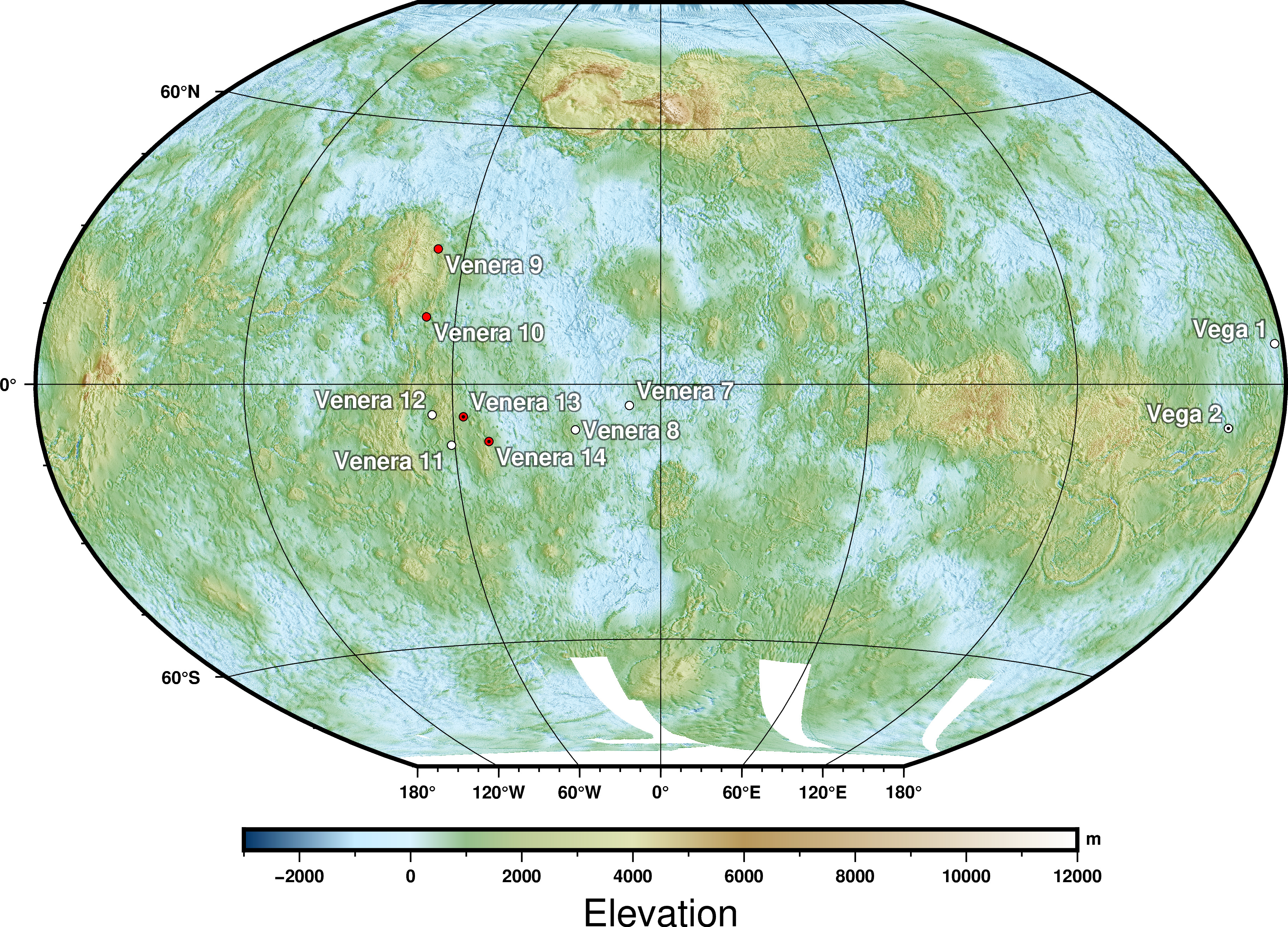
نقشه توپوگرافی جهانی زهره که در آن مکان‌ فرود تمام کاوشگرها مشخص شده است

تاکنون ۴۶ ماموریت فضایی (از جمله پروازهای کناری کمک گرانشی) به سیاره زهره انجام شده است. ماموریت‌های زهره بخشی از اکتشاف زهره را تشکیل می‌دهند.
مثل آب و هوا و وضعیت زهره.

## فهرست
تا سال ۲۰۲۰، اتحاد جماهیر شوروی ، ایالات متحده ، آژانس فضایی اروپا و ژاپن مأموریتهایی را به زهره انجام داده اند.

## ماموریت‌های آینده

### در حال توسعه
| نام                 | اپراتور                           | سال پرتاب پیشنهادی | نوع                     | وضعیت        | مرجع        |
| ------------------- | --------------------------------- | ------------------ | ----------------------- | ------------ | ----------- |
| شوکرایان-۱          | ISRO هند                          | ۲۰۲۴ (دسامبر)      | مدارگرد و بالون اتمسفری | در حال توسعه | [ ۱ ]       |
| کاوشگر زهره راکت لب | MIT / راکت لب ایالات متحده آمریکا | ۲۰۲۵ (ژانویه)      | کاوشگر اتمسفری          | در حال توسعه | [ ۲ ] [ ۳ ] |
| داوینچی             | ناسا ایالات متحده آمریکا          | ۲۰۲۸               | کاوشگر اتمسفری          | در حال توسعه | [ ۴ ]       |
| ونرا دی             | روسکوسموس روسیه                   | ۲۰۲۹               | مدارگرد و سطح‌نشین       | در حال توسعه | [ ۵ ]       |
| انویژن              | ESA                               | ۲۰۳۲               | مدارگرد                 | در حال توسعه | [ ۶ ]       |
| وریتاس              | ناسا ایالات متحده آمریکا          | ۲۰۲۸               | مدارگرد                 | در حال توسعه | [ ۷ ]       |

## ماموریت‌های زهره توسط سازمان‌ها
| کشور                | آژانس یا شرکت | موفقیت آمیز | شکست جزئی | شکست | در حال انجام | کمک گرانشی | مجموع |
| ------------------- | ------------- | ----------- | --------- | ---- | ------------ | ---------- | ----- |
| اتحاد جماهیر شوروی  | انرژی         | ۱۵          | ۱         | ۱۴   | -            | -          | ۳۰    |
| ایالات متحده آمریکا | ناسا          | ۶           | -         | ۱    | -            | ۴          | ۱۱    |
| اتحادیه اروپا       | ESA           | ۱           | -         | -    | -            | ۲          | ۳     |
| ژاپن                | JAXA          | ۱           | -         | -    | ۱            | -          | ۲     |
| ژاپن                | UNISEC        | -           | -         | ۱    | -            | -          | ۱     |

### ماموریت‌های پیشنهادی
| نام    | اپراتور                  | سال پرتاب پیشنهادی | نوع                 | وضعیت                                                      | مرجع                 |
| ------ | ------------------------ | ------------------ | ------------------- | ---------------------------------------------------------- | -------------------- |
| CUVE   | ناسا ایالات متحده آمریکا |                    | مدارگرد             | پیشنهاد شده                                                | [ ۸ ] [ ۹ ]          |
| EVE    | ESA                      |                    | مدارگرد             | پیشنهاد شده                                                | [ ۱۰ ]               |
| HAVOC  | ناسا ایالات متحده آمریکا |                    | فضاپیمای سرنشین دار | مفهومی                                                     |                      |
| VAMP   | ناسا ایالات متحده آمریکا | ۲۰۲۹               | بالون اتمسفری       | به عنوان محموله‌ی ثانویه در سطح‌نشین ونرا دی پیشنهاد شده است | [ ۱۱ ] [ ۱۲ ]        |
| VICI   | ناسا ایالات متحده آمریکا | ۲۰۲۷               | سطح‌نشین             | پیشنهاد شده                                                | [ ۱۳ ] [ ۱۴ ]        |
| VISAGE | ناسا ایالات متحده آمریکا | ۲۰۲۷               | سطح‌نشین             | پیشنهاد شده                                                | [ ۱۴ ] [ ۱۵ ] [ ۱۶ ] |
| VISE   | ناسا ایالات متحده آمریکا | ۲۰۲۴               | سطح‌نشین و بالون     | پیشنهاد شده                                                |                      |
| VOX    | ناسا ایالات متحده آمریکا | ۲۰۲۷               | مدارگرد             | پیشنهاد شده                                                | [ ۱۴ ]               |
|        | امارات متحده عربی        | ۲۰۲۸               | پرواز کناری         | پیشنهاد شده                                                |                      |
| Zephyr | ناسا ایالات متحده آمریکا | ۲۰۳۹               | سطح‌نورد             | مطالعات امکان سنجی                                         | [ ۱۷ ]               |